# Carlo Rosselli
Carlo Rosselli (ur. 16 listopada 1899 w Rzymie, zm. 9 czerwca 1937 w Bagnoles-de-l’Orne) – włoski polityk, dziennikarz, historyk i działacz antyfaszystowski. 

## Życiorys
Urodził się w zamożnej rodzinie; studia decydujące o jego wykształceniu politycznym i kulturalnym odbył we Florencji. Zapalony zwolennik interwencjonizmu, z powodu wieku mógł wyjechać na wojnę dopiero w 1917 roku. Doświadczenie na froncie było krótkie, ale pozostawiło wyraźny ślad, Rosselli zdał sobie sprawę z ostrości różnic społecznych między oficjalnymi Włochami, a rzeczywistością.
Po powrocie do Florencji i ponownym podjęciu studiów (nauki polityczno-społeczne i prawo) poznał historyka Gaetano Salveminiego, który wywarł na nim ogromny wpływ. W pierwszym okresie powojennym, gdy powstawał ruch faszystowski, zbliżył się do odłamu reformistycznego Partii Socjalistycznej, prowadzonej przez Filippa Turatiego i Klaudia Trevesa. Rozpoczął również karierę akademicką, najpierw jako asystent Luigi Einaudina Bocconiego w Mediolanie, a następnie jako wykładowca ekonomii politycznej w Genui. Po zamordowaniu Matteottiego (1924), wraz z Salveminim, bratem Nella (1900–1937), i Ernestem Rossim zapoczątkował tajny dokument „Nie Rezygnuj”; w 1926 roku założył i prowadził z Pietro Nennim tygodnik polityczny „Czwarte Państwo” (zlikwidowany przez Benita Mussoliniego w październiku tego samego roku).
Aresztowany i postawiony przed sądem za zorganizowanie ucieczki Filippa Turatiego z Włoch w listopadzie 1926 roku otrzymał wraz z Ferruccio Parrim i innymi bohaterami przedsięwzięcia niewielki wyrok zasądzony przez sąd jeszcze nie w pełni faszystowski, reżim natomiast wymierzył mu karę 5 lat wygnania (co było zarządzeniem policji) na wyspie Lipari. Razem z byłym deputowanym z Sardynii Emillio Lussu i republikaninem Fausto Nitkim udało mu się uciec w lipcu 1929 roku na pokładzie łodzi motorowej. Podczas wygnania, opracowując pomysły i refleksje postawione już wcześniej w czasopismach politycznych, Rosselli napisał pracę „Socialismo liberale”, wydana w Paryżu w 1930 roku (we Włoszech została opublikowana dopiero w 1945 roku). Dzieło stanowiło próbę sformułowania programu socjalistycznego opartego na podstawach wyzwoleńczych i rzeczywiście liberalnych, stanowiących ideologiczną alternatywę wobec socjalizmu marksistowskiego, przede wszystkim wobec pozytywistycznej i deterministycznej wersji marksizmu, która odniosła sukces w II Międzynarodówce.
Po ukryciu się w Paryżu założył wraz z Lussu i innymi antyfaszystowski ruch Sprawiedliwość i Wolność (1929), którego był uznanym szefem aż do śmierci. Przystąpił później, co prawda z licznymi zastrzeżeniami do Zgromadzenia Antyfaszystowskiego, powstałego na wygnaniu i grupującego socjalistów i republikanów. Rosselli usiłował wraz z SiW wypracować podstawy ruchu terrorystycznego i głośnych przedsięwzięć przeciwko dyktaturze, próbując w ten sposób zwrócić uwagę demokracji zachodnich na włoską sytuację i stworzyć elity odważnych przeciwników reżimu.
Dzięki swojemu majątkowi rodzinnemu był również głównym finansującym takich przedsięwzięć, jak ucieczka z Lipari. Ruch ten spotkał się z silnymi represjami; policji faszystowskiej udało się aresztować główne siły SiW we Włoszech (E. Rossi, R. Bajer, N. Traquandi). W 1934 roku Rosselli przysłużył się do rozwiązania Zgromadzenia i dla SiW rozpoczął się nowy etap: do „Zeszytów SiW” przyłączył się tygodnik rozpowszechniający założenia ruchu, przygotowujący jednocześnie jego program.
Wraz z wybuchem wojny z Etiopią oraz wojny domowej w Hiszpanii polemika i działania Rossellego przyjęły coraz bardziej agresywny charakter. Począwszy od lata 1935 roku, SiW interweniowało w Hiszpanii u boku oddziałów republikańskich, a sam Rosselli walczył wraz z kolumną wolontariuszy włoskich, zdobywając uznanie i szacunek hiszpańskich dowódców wojskowych.
Pod koniec 1936 roku, z przyczyn zdrowotnych wrócił do Francji, gdzie 9 czerwca 1937 roku został złapany w Bagnoles-de-l’Orne i zamordowany wraz z bratem Nello przez francuski oddział „cagoulards” na polecenie Galeazzo Ciano i prawdopodobnie samego Mussoliniego.